# Jamestown (Indiana)
Jamestown é uma cidade  localizada no estado americano de Indiana, no Condado de Boone e Condado de Hendricks.

## Demografia
Segundo o censo americano de 2000, a sua população era de 886 habitantes.
Em 2006, foi estimada uma população de 966, um aumento de 80 (9.0%).

## Geografia
De acordo com o United States Census Bureau tem uma área de
1,3 km², dos quais 1,3 km² cobertos por terra e 0,0 km² cobertos por água. Jamestown localiza-se a aproximadamente 175 m acima do nível do mar.

## Localidades na vizinhança
O diagrama seguinte representa as localidades num raio de 16 km ao redor de Jamestown.